# Cévennes
Pour les articles homonymes, voir Cévennes (homonymie).
Les Cévennes forment une chaîne montagneuse du sud-est du Massif central, située entre les départements de la Lozère et du Gard, prolongeant au sud les monts du Vivarais situés en Ardèche et en Haute-Loire, et au nord les monts de Lacaune et de l'Espinouse situés en partie dans le département de l'Hérault.
La dénomination inclut également, sur ses contreforts sud-est, une partie de la plaine méridionale dont fait partie le bassin alésien.
Les habitants de cette région sont dénommés Cévenols et Cévenoles.

## Toponymie
Cévennes est une graphie francisée du terme languedocien se prononçant [ ʃəbenɑʃ ][réf. nécessaire]. Différentes graphies occitanes existent : Cevenas, Cebénos, Cebénas, Cevena.
Pline l'Ancien transcrit Cebena, Jules César, Cevenna, Avienus parle de Cimenici regio. On trouve encore chez les auteurs grecs Kèmmènon (Κέμμενον) pour Strabon, Kèmènna (Κέμεννα) pour Ptolémée et encore diverses attestations latines : Cebennae, Cebennici montes,.
Selon une étymologie populaire, reprise sans analyse linguistique par certains sites internet, le radical de la forme occitane Cebénas serait le terme occitan ceba (autrement graphié cebo) qui signifie « oignon », ceci pour rendre compte de manière imagée de la structure feuilletée du schiste qui constitue ces montagnes. Or, c'est impossible puisque l'occitan ceba est issu du latin cepa qui n'est pas conforme phonétiquement aux attestations antiques de l'oronyme, jamais mentionné sous la forme *Cepanna par les auteurs latins, ce qui veut dire qu'ils transcrivent un oronyme indigène. En outre, le suffixe -enna, d'origine préceltique et acclimaté en gaulois, n'a pas été employé pour dériver des termes d'origine latine.
Le nom de Cevennes a été rapproché par les linguistes du gaulois cemeno- « dos », dont le radical est identique à la racine brittonique *kemn « dos » (le gaulois étant une langue celtique proche du brittonique). Cette racine, qui rend compte à la fois des formes hellénisées kèmmènon / kèmènna et des formes latinisées Cebenna / Cevenna, a abouti au vieux breton kevn, kefn et au gallois cefn signifiant tous « dos ». En outre, on note en gaulois cette alternance m / v ou m / b, par exemple dans Bormo / Borvo. La terminaison -(en)nes venant compléter Ceven-, Ceben- représenterait le suffixe toponymique -enna employé au sens oronymique.
Cette hypothèse phonétique est renforcée par le sens du gallois cef(y)n utilisé métaphoriquement pour désigner des montagnes au pays de Galles (par exemple Cefn Bryn (en)) et l'existence ailleurs en Grande-Bretagne de ce radical toponymique dans le nom des monts Chevin (Yorkshire de l'Ouest) et Cheviot, ainsi que par la topographie, car l'aspect général des montagnes cévenoles évoque des dos arrondis.

## Géographie

### Situation

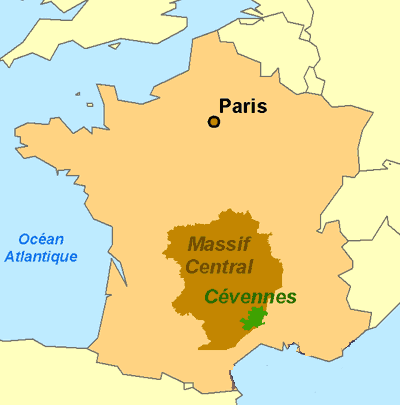
Les Cévennes sur la carte de France.

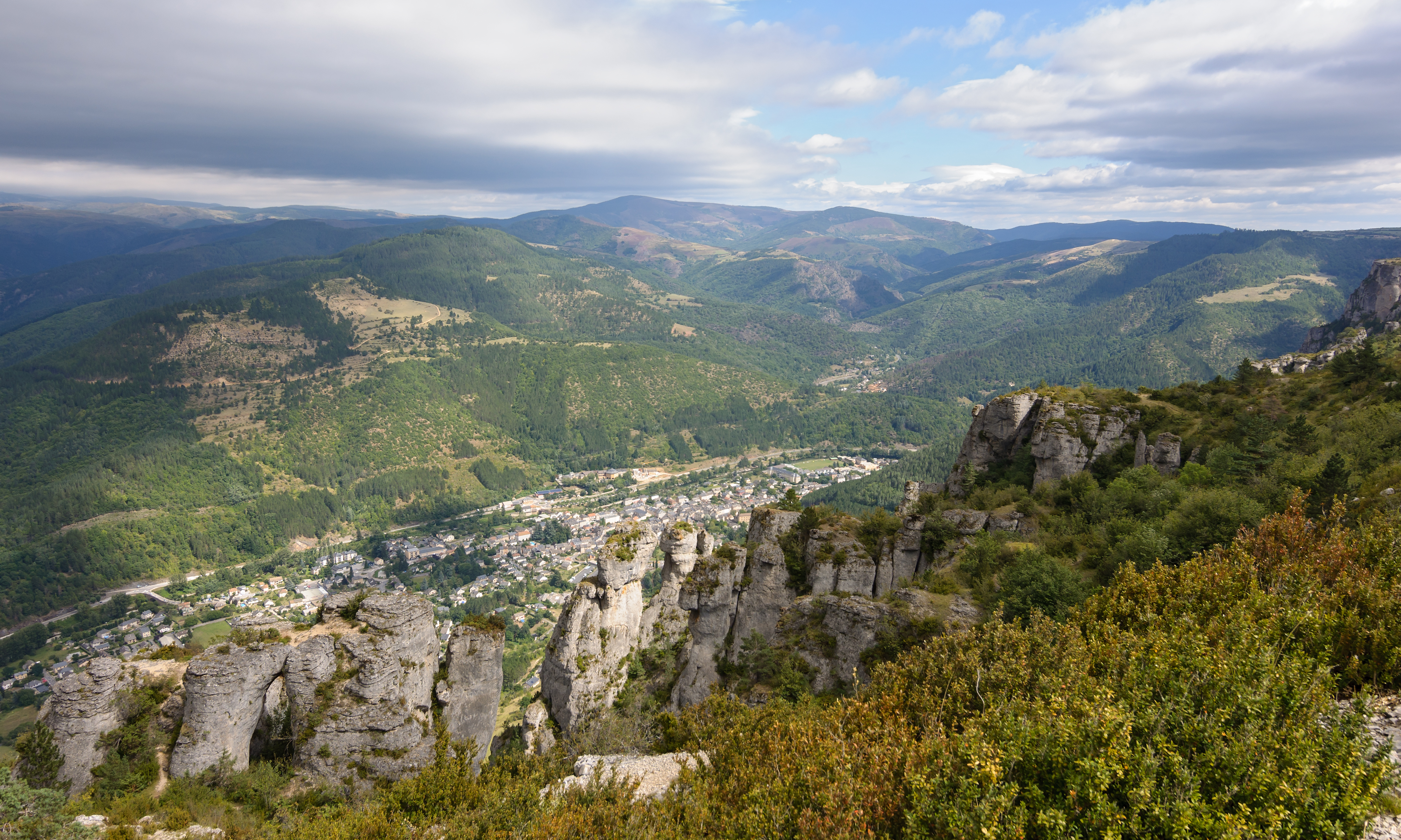
Paysage des Cévennes en Lozère.

À l'origine, le terme géographique Cévennes est employé pour désigner toute la bordure sud-ouest, sud, sud-est et est du Massif central. Ainsi, les Cévennes, au sens le plus étendu, sont constituées de nombreux massifs de faible ou moyenne altitude. Côté sud, la montagne Noire dans l'Aude, et les monts de l'Espinouse et du Caroux (parc du Haut-Languedoc) se prolongent ainsi par les Petites Cévennes qui s'égrènent en contrebas du causse du Larzac (l'un des Grands Causses). Plus au nord et à l'est, se distinguent le rocher de Saint-Guiral, la montagne du Lingas, le massif de l'Aigoual, les étroites vallées des Gardons et la montagne du Bougès. Plus au nord encore, le mont Lozère dans le département du même nom, puis celui du Tanargue, en Ardèche, longent toute la partie orientale de la vallée du Rhône avant de céder la place au massif du Pilat, à l’extrémité nord-est.
Certains géologues, autrefois, y ont inclus les monts du Lyonnais et le rebord qui se prolonge jusqu'à Dijon. La définition actuellement retenue par l'explorateur et spéléologue Martel est favorisée par l'administration : la « région Cévennes » essentiellement constituée de massifs schisteux et granitiques est attribuée à la partie comprise entre le massif du mont Lozère au nord et le massif du mont Aigoual au sud-ouest. Toutefois, la toponymie locale est un peu plus large, puisque l'on parle de « corniche du Vivarais cévenol »,, donc au-delà du mont Lozère et débordant dans le département de l'Ardèche.
Le massif des Cévennes s'étend majoritairement sur l'Est de l'Occitanie, le parc national des Cévennes est d'ailleurs situé en Lozère pour sa majeure partie. Le point culminant est le mont Lozère au sommet de Finiels (1 699 m). Un des points les plus remarquables est le mont Aigoual (1 565 m) à la limite du Gard et de la Lozère. Il s'agit d'une chaîne de basse et moyenne montagne, formée de nombreuses vallées encaissées.

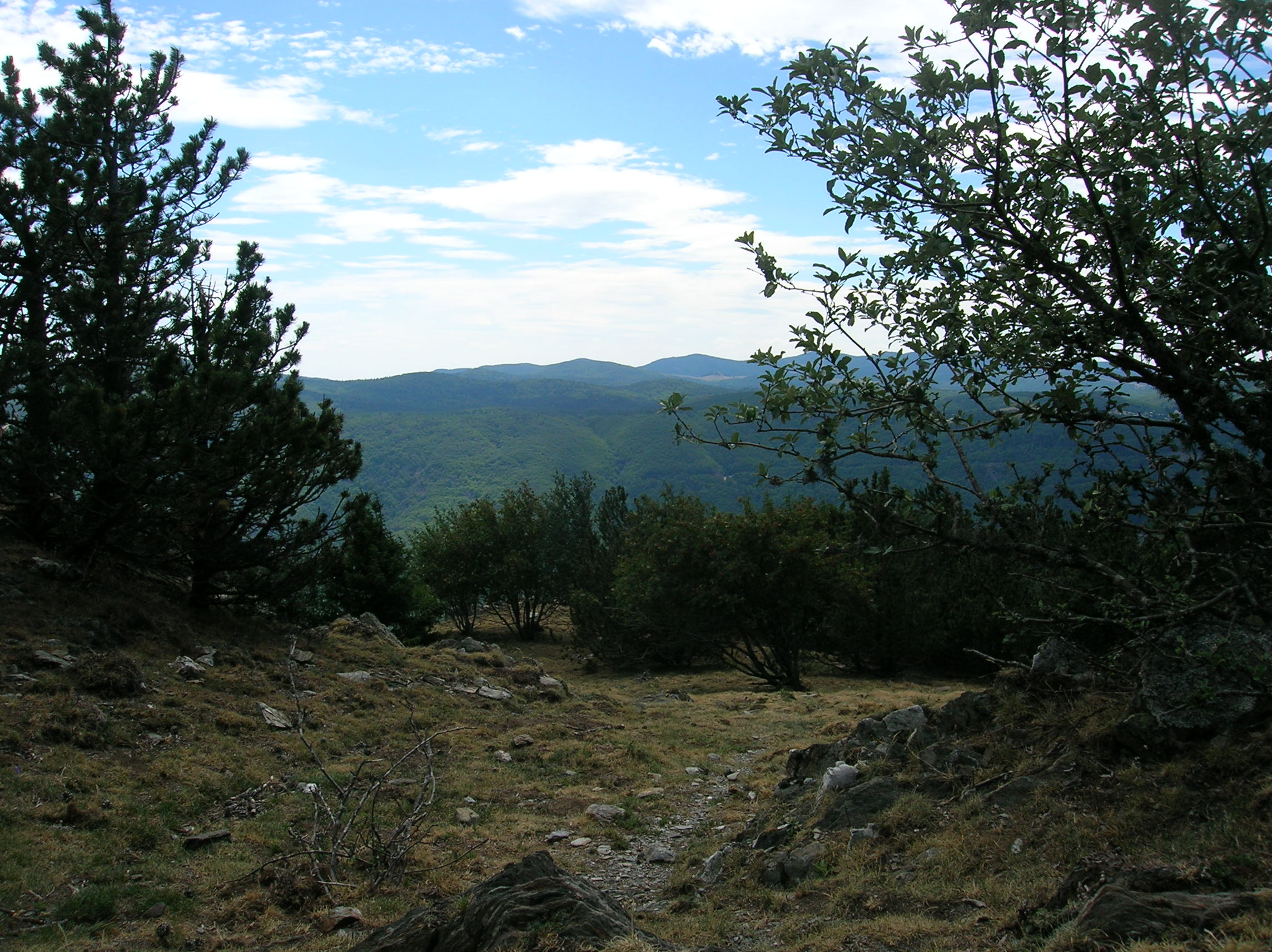
Les Cévennes depuis le mont Aigoual.

La région reste aujourd'hui encore enclavée. Elle constitue une marge territoriale tant au niveau socio-économique qu'au niveau écolo-climatique. Elle est caractérisée au niveau biogéographique par un très fort gradient altitudinal.
Les principaux villes et villages de la région sont Alès, Le Vigan, Sumène, Valleraugue, Ganges, Saint-Hippolyte-du-Fort, Sauve, Lasalle, Saint-André-de-Valborgne, Saint-Jean-du-Gard, Anduze, Florac, Saint-Germain-de-Calberte, le Pont-de-Montvert, Villefort, Génolhac, Bessèges, Saint-Ambroix, Gagnières, Les Vans.

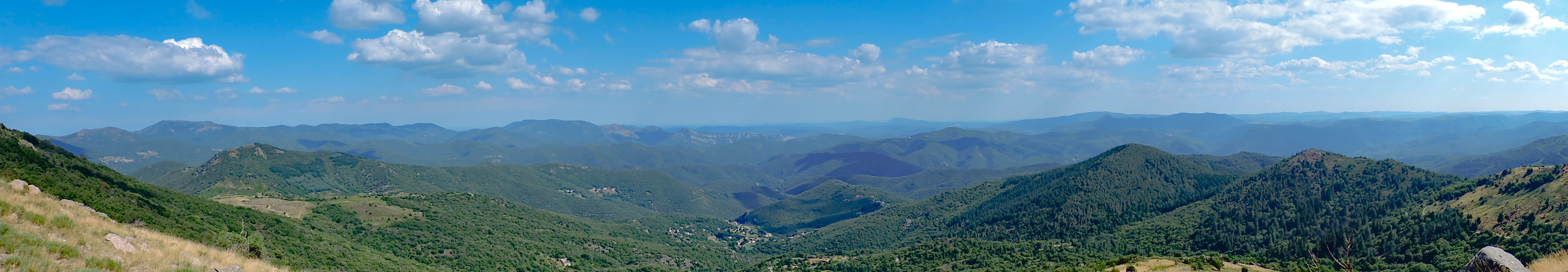
Vue des Cévennes vers l'est à 1000 m d'altitude depuis la départementale D 329 à la serre de la Toureille.

### Principaux sommets
- Sommet de Finiels (mont Lozère) (1 699 m), plus haut sommet non volcanique du Massif central, point culminant de la Lozère et des Cévennes
- Pic Cassini (mont Lozère) (1 680 m)
- Signal des Laubies (mont Lozère) (1 657 m)
- Mont Aigoual (1 565 m), point culminant du Gard
- La Maye (Grand Tanargue) (1 511 m)
- Signal du Bougès (massif du Bougès) (1 421 m)
- Montagne d'Aulas (massif du Lingas) (1 417 m)
- Rocher de Saint-Guiral (massif du Lingas) (1 366 m)
- Le Fageas (montagne du Liron) (1 179 m)

### Géologie

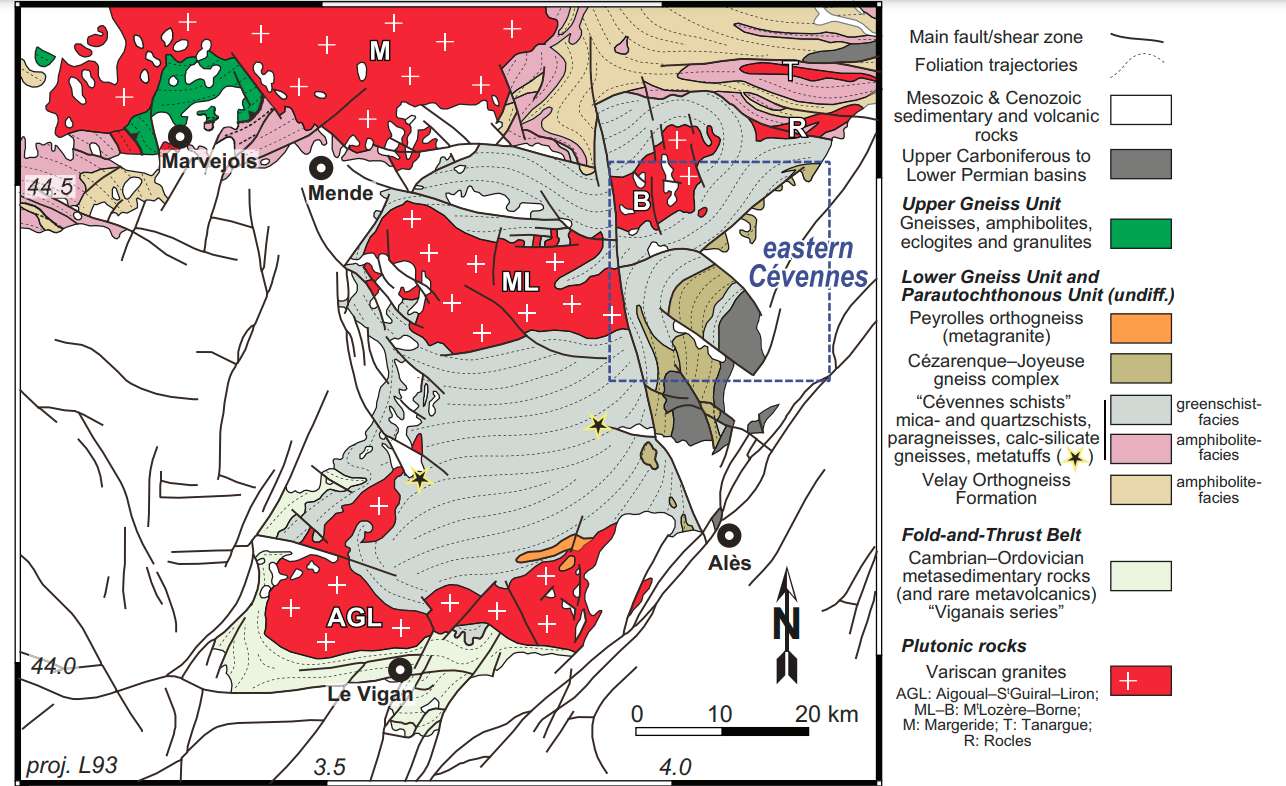
Carte géologique des Cévennes : les séries métamorphiques (micaschistes cévenols, gneiss de Peyrolles et calcaires cristallins du Viganais) sont recoupées par les massifs granitiques de l’Aigoual-St-Guiral-Liron (AGL) et du Mont Lozère-Borne (ML-B).

Les massifs cévenols constituent la dernière marche orientale du Massif central. Ils sont constitués de roches variées :
- les roches du Paléozoïque constituant le socle ancien :
  - des « schistes des Cévennes » datés de 340 Ma (micaschistes quartzeux, micaschistes noirs)[10]. Issus de sédiments enfouis à 15 km de profondeur et métamorphisés sous des conditions de température de 500 °C et de pression de 5 kbar, lors de l’orogenèse hercynienne[11], ils forment un édifice de nappes métamorphiques empilées[12],
  - les granites, datés entre 335 et 285 Ma)[13], constituent les sommets les plus élevés à la suite de leur soulèvement par l'orogenèse alpine en plateaux basculés vers le sud-ouest : mont Aigoual, mont Lozère et montagnes du Lingas,
  - les terrains carbonifères isolés en bassins de faible extension (grès, psammites, quartzites) renfermant des charbons et des filons métallifères (d'uranium, de plomb, de zinc, d'argent), ces derniers continuant à être exploités. Aussi, la production minière de plomb et de zinc dans toutes les Cévennes a comme chef-lieu Saint-Laurent-le-Minier avec sa mine des Malines[14] ;
- les roches du Mésozoïque qui recouvrent les contreforts des massifs schisteux et granitiques :
  - les roches calcaires[note 1], dolomies[note 2] et grès, etc.

Le tout est limité au sud-est par la faille des Cévennes de direction NE-SO, qui n'est plus active aujourd'hui. C'est un accident majeur à l'échelle du Sud-Est de la France qui s'étend sur près de 180 km et est parallèle à la crête des hauts reliefs. Il est bordé à l'ouest par un réseau de failles satellites avec lesquelles il forme le faisceau cévenol :
- entre Saint-Ambroix et Alès : failles de Plauzolles, de Panissière et de Lagardie-Larnac ;
- entre Alès et Anduze : failles La Vigne-Générargues, des Campanèzes-Blateiras.

C'est une faille qui existe probablement depuis le cycle hercynien (Paléozoïque) en fonctionnant comme un accident décrochant dextre. Elle est réactivée durant l'Éocène (40 Ma) en décrochement sénestre puis est le témoin durant l'Oligocène (30 Ma) d'une phase tectonique extensive (formation du fossé d'Alès). Sa réactivation est en partie liée à l'orogenèse pyrénéenne.

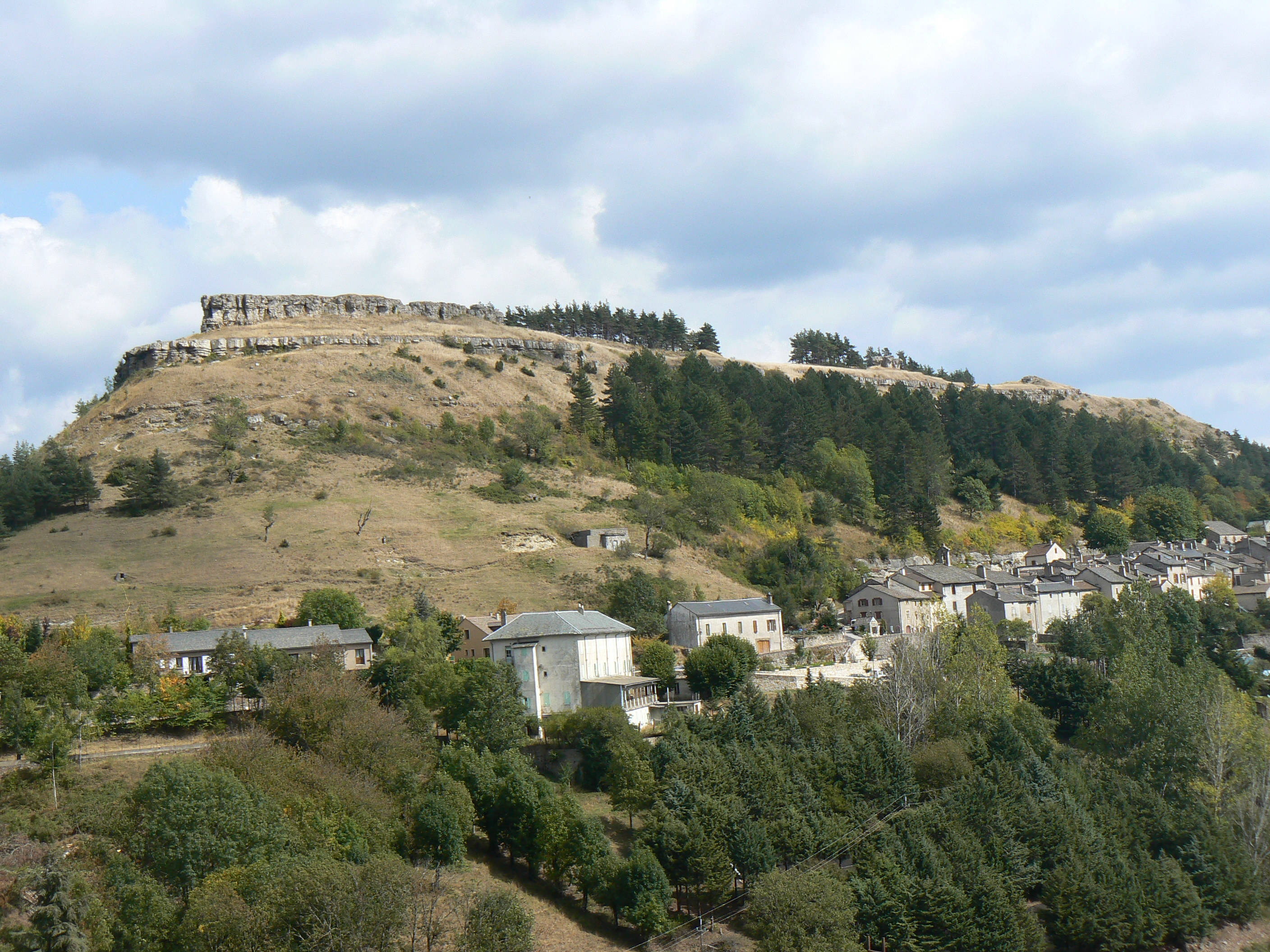
Le Castelas est une barre rocheuse de Barre-des-Cévennes, témoin de l'ancienne couverture sédimentaire déposée par les mers du mésozoïque, que l'érosion a séparée du causse Méjean.

Le socle hercynien (constitué des « schistes des Cévennes » et des granites), appelé traditionnellement les « Cévennes cristallines » par les géologues, forme un relief disséqué où alternent des serres dénudées (crêtes topographiques étroites, au tracé erratique) et les vallées cévenoles (les valats) dont les fonds se resserrent le plus souvent en gorges où seule la rivière trouve place. Les versants des vallées principales, profondes de plusieurs centaines de mètres, sont profondément ravinés, en raison de la violence des orages cévenols sur des pentes élevées. Dévalant de la montagne en une trentaine de kilomètres, avec une pente moyenne supérieure à 40 mètres par kilomètre, ces cours d'eau disposent d'une grande force de creusement qui sculptent les crêtes acérées et sont susceptibles de générer des crues intenses de type torrentiel. Le relief a une allure ramifiée, en forme de feuille de fougère, par la présence d'une vingtaine de vallées principales (d'orientation générale nord-ouest/sud-est, elles débouchent dans les garrigues gardoises) auxquelles s'adjoignent les ramifications de serres et valats secondaires, châtaigneraie vivrière cévenole.
Le bassin houiller des Cévennes est constitué d'une série sédimentaire constituée de 120 couches de charbon de 0,30 à 15 m d'ouverture. Situé à la jonction de la faille des Cévennes de direction N30°-40° et de la faille de Villefort de direction N155°, il regroupe trois grands champs d'exploitation (Bessèges au nord, La Grand-Combe au centre et Alès au sud) correspondant à des bassins qui se sont ouverts dans un contexte extensif est-ouest peut-être lié à l'épaississement crustal et à l'affaiblissement thermique de la racine de la chaîne varisque,.
La fin de l'orogenèse hercynienne s'accompagne d'une longue période d'intense érosion qui contribue à la disparition de la chaîne montagneuse et à la création d'une vaste pénéplaine il y a 250 Ma. À partir de 190 Ma, la mer mésozoïque chaude et peu profonde recouvre les causses et les Cévennes marquées par le dépôt de couches calcaires dont l'épaisseur de plus de 2 000 m s'explique par la subsidence. Puis l'érosion dégage le socle hercynien, sauf au niveau des cans, ce qui explique la présence de lambeaux résiduels de la couverture mésozoïque (constituée de grès, de dolomites et de calcaires).
Les premières manifestations de la surrection de la bordure cévenole datent du Crétacé supérieur mais c'est surtout après 50 Ma, lors de l'orogenèse pyrénéenne et l'orogenèse alpine, que cette région est soulevée, conférant « au Massif Central une topographie de plateau basculé vers le NW, soulignée par la limite de partage des eaux entre Méditerranée et Atlantique ».

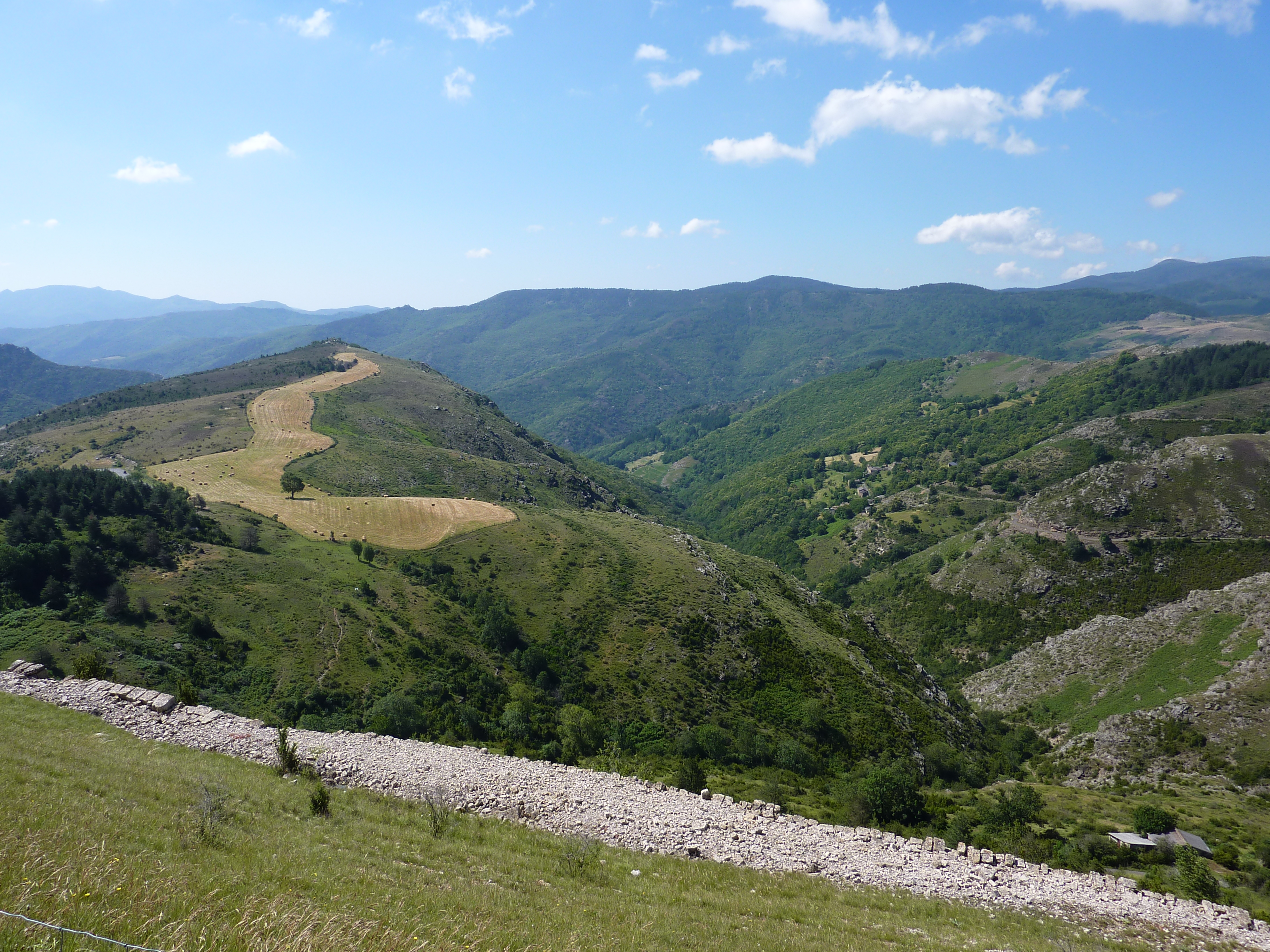
Les Cévennes des serres et valats vues depuis la corniche des Cévennes.
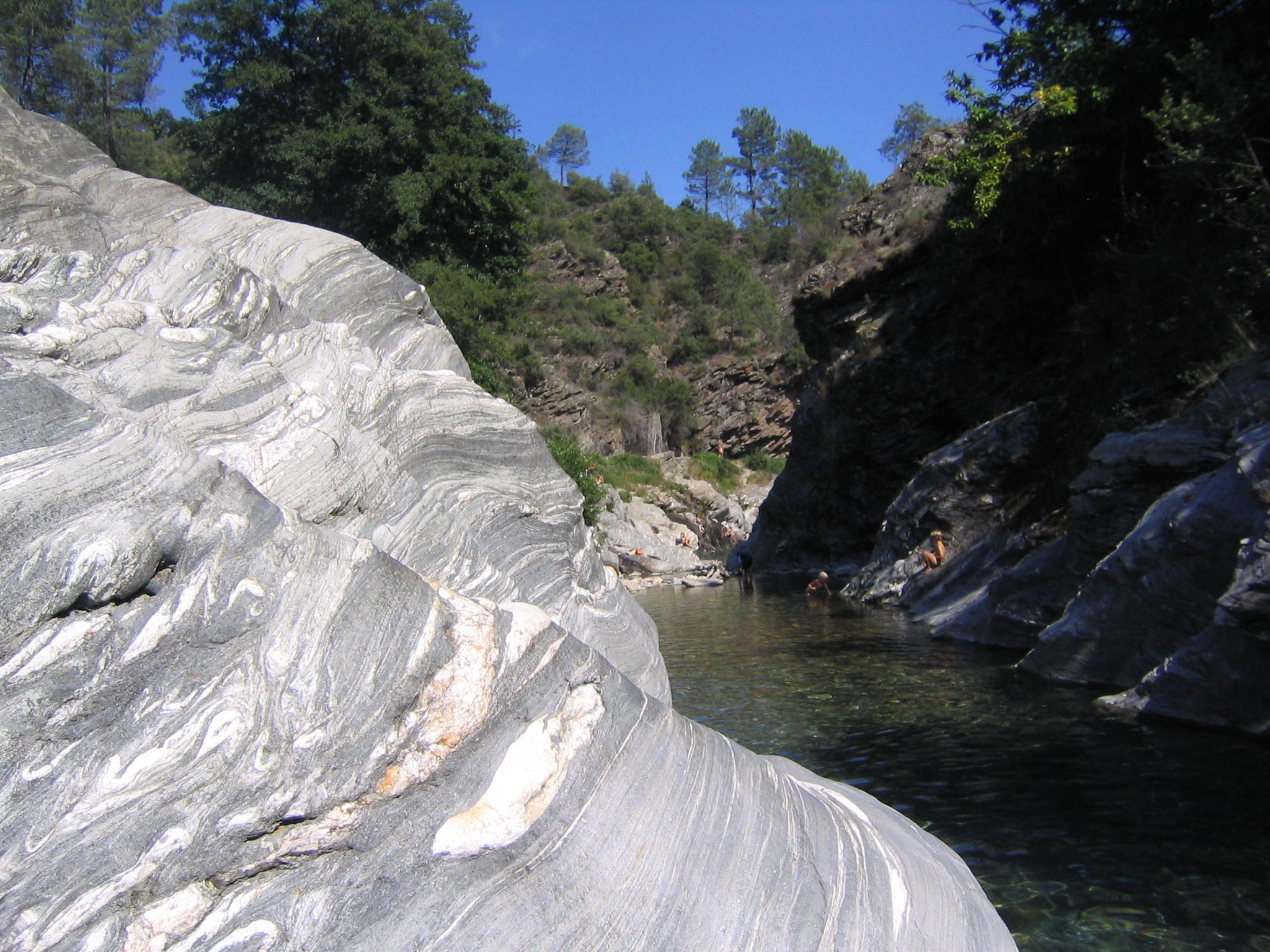
Micaschistes quartzeux[note 5] (Le Martinet, Saint-Étienne-Vallée-Française).
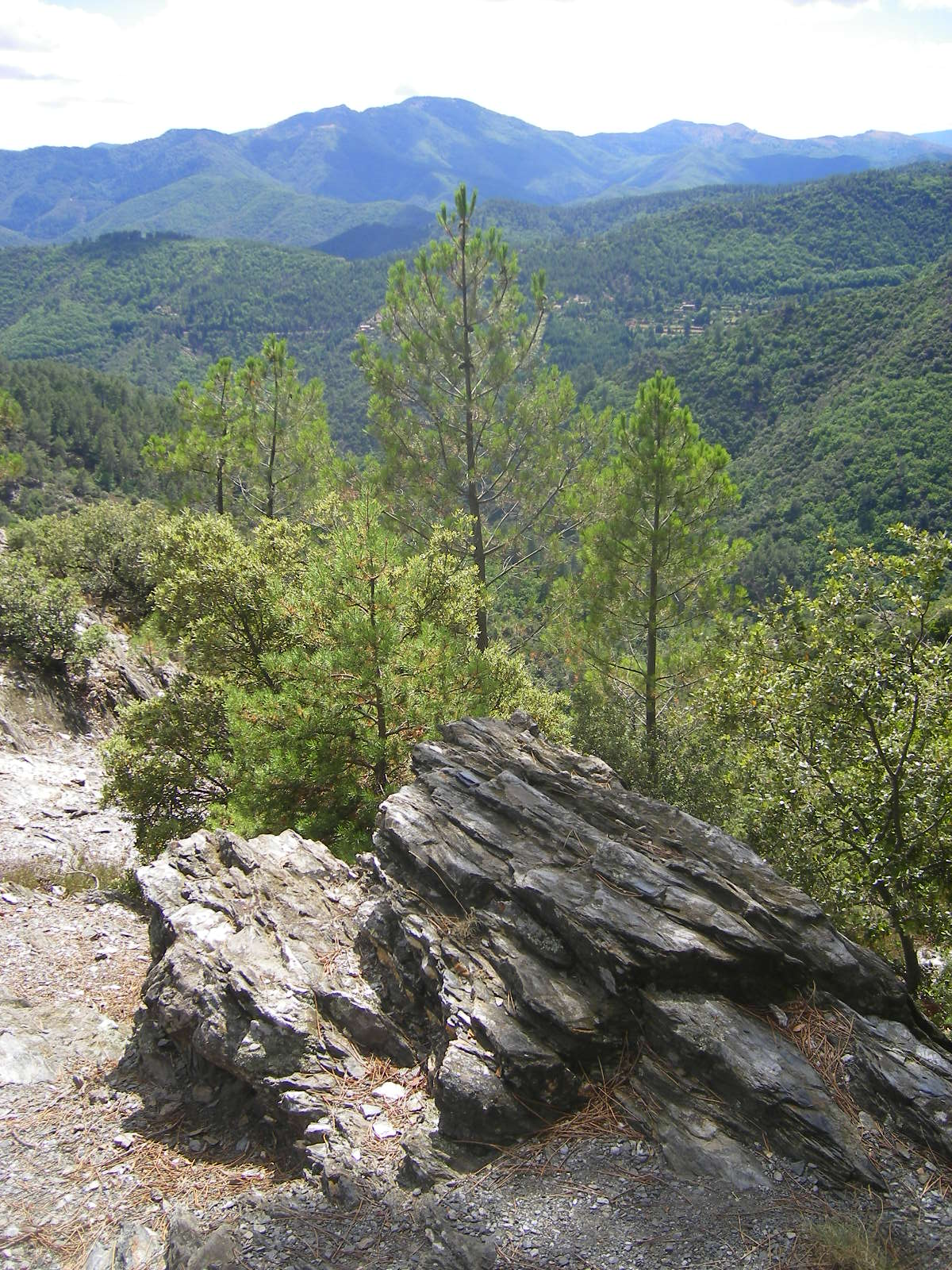
Micaschistes noirs (col Saint-Pierre, corniche des Cévennes).

### Climat
Le climat des Cévennes est méditerranéen et devient progressivement montagnard en fonction de l'altitude. Il se caractérise par de fortes précipitations aux équinoxes (surtout en automne) et une sécheresse estivale parfois importante. Le gradient des précipitations annuelles est très fort entre la ligne Sauve - Saint-Ambroix en passant par Alès (1 000 mm environ) et le sommet du mont Aigoual ou les contreforts du mont Lozère (plus de 2 000 mm) soit plus de 1 000 mm en une trentaine de kilomètres.
Les Cévennes sont le théâtre des épisodes cévenols (ou effet cévenol). Il s'agit de pluies diluviennes accompagnées d'orages très localisés parfois stationnaires, durant quelques heures, voire quelques jours. Elles sont principalement dues à la rencontre entre l'air froid venant de l'océan Atlantique touchant par l'ouest les sommets des Cévennes et l'air chaud et humide du sud remontant de la mer Méditerranée. En hiver, les chutes de neige peuvent y être très importantes, plus d'un mètre en 24 heures.
En raison de leur soudaineté, de leur violence et de la géographie locale, ces épisodes conduisent souvent à des inondations parfois dramatiques.

### Faune et flore
Dans les Cévennes on retrouve le cerf élaphe, le loup gris, le gypaète barbu, le castor, l'aigle royal, le chevreuil, le grand tétras, la loutre, le vautour fauve, le vautour percnoptère, le vautour moine, le sanglier, le renard, la chouette de tengmalm, le chat sauvage, le blaireau européen, la genette commune, le chamois, le lièvre d'Europe, le mouflon, le chien viverrin[réf. souhaitée].
La disparition progressive du pastoralisme traditionnel perturbe la faune et la flore locales.

## Histoire

Le pays des Cévennes au sein du département de la Lozère.

Il est fait mention d'une déesse Cébenna qui repose sur le mont du Caroux, au-dessus d'Olargues dans l'Hérault, laquelle est allongée sur le dos.
Les Cévennes conservent la mémoire de Robert Louis Stevenson, précurseur du tourisme moderne, qui parcourut la région à pied, accompagné d'un âne, au cours de l'année 1878 et en fit un récit remarquable dans son ouvrage Voyage avec un âne dans les Cévennes.

### La guerre des Camisards

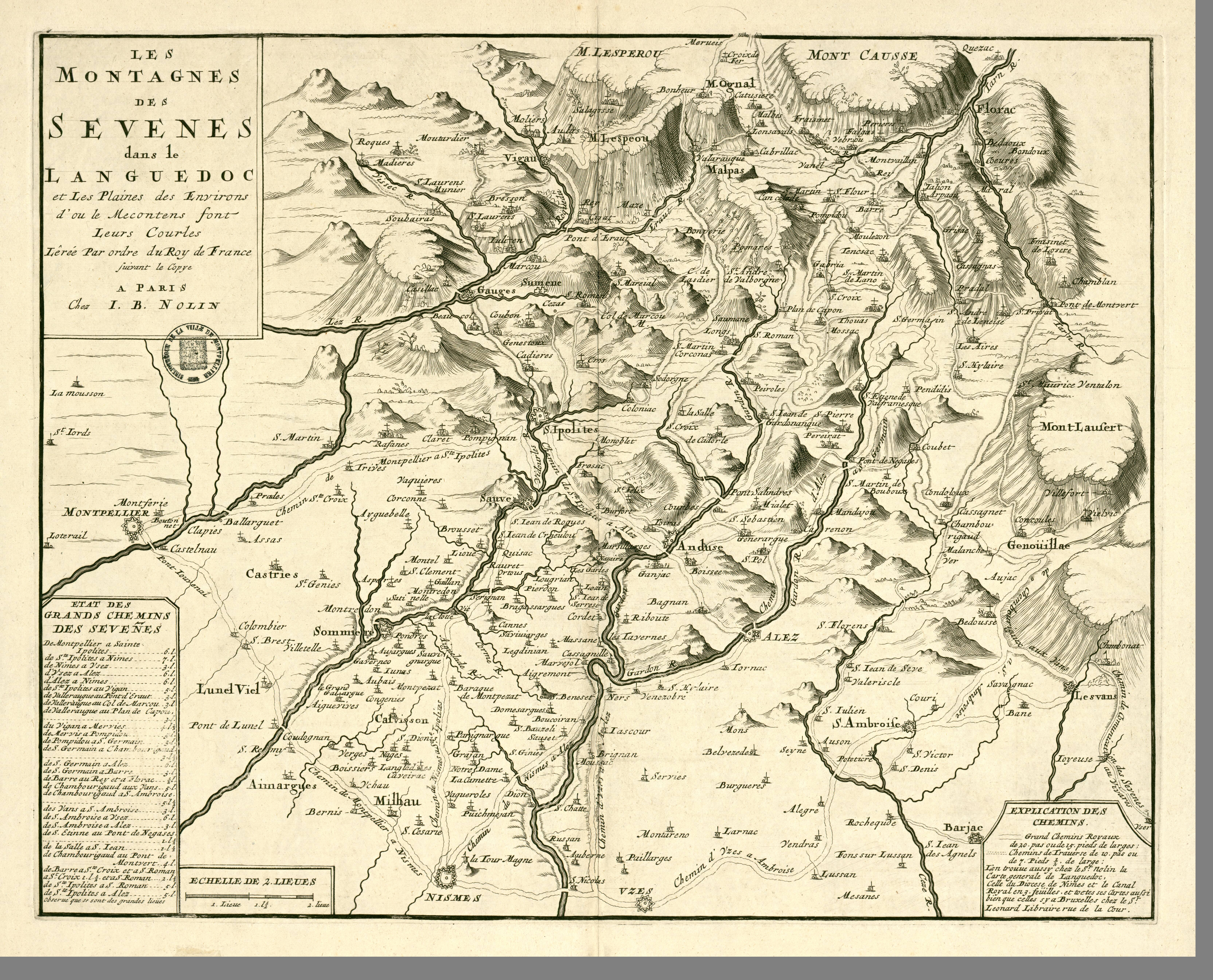
Les « montagnes des Sevenes » au XVIIe siècle, par Jean-Baptiste Nolin.

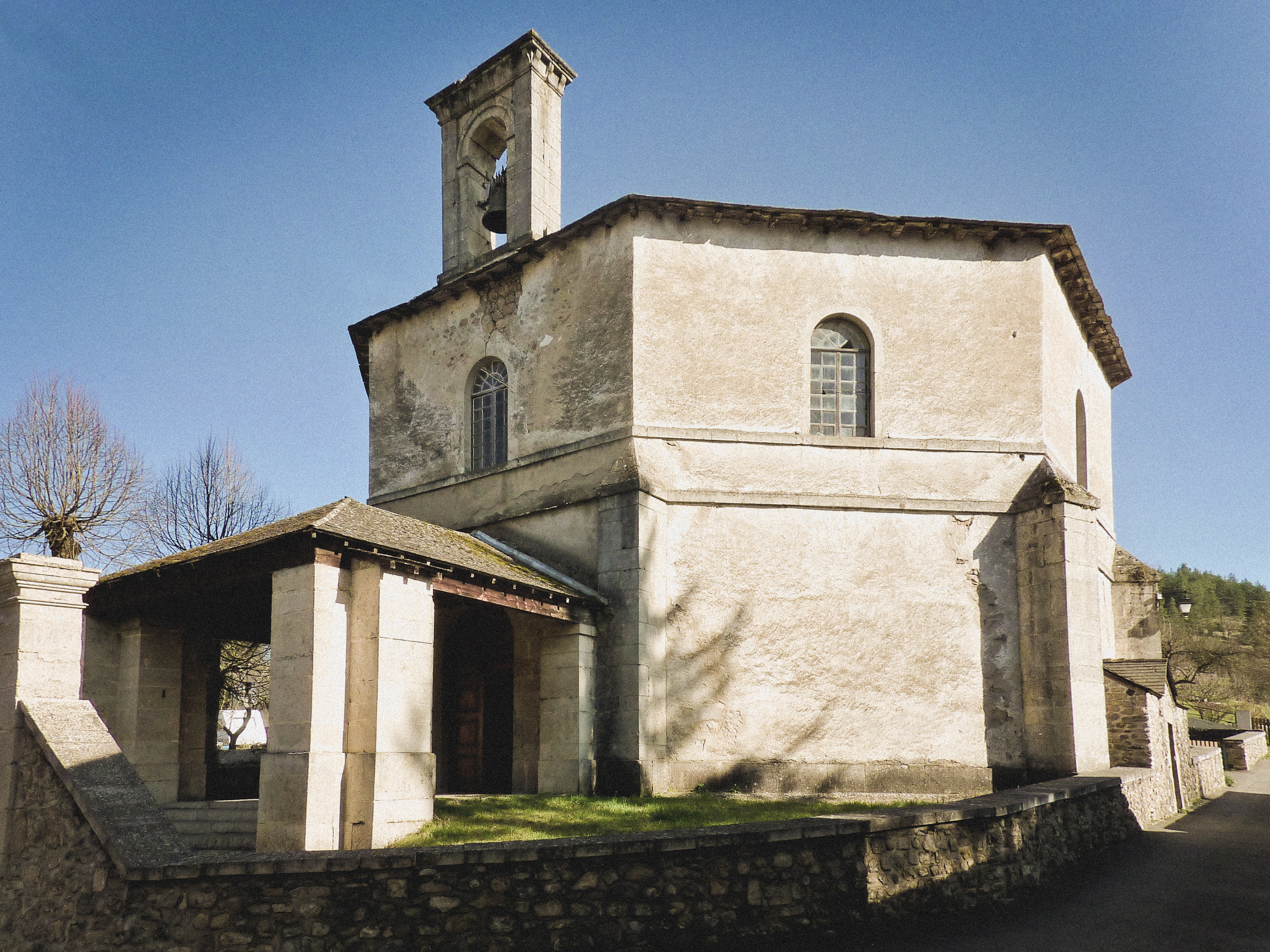
Le temple de Meyrueis est la première église réformée à être reconstruite dans les Cévennes depuis 1685. Rebâti après la guerre des Camisards en 1837, il a servi de modèle aux autres temples protestants octogonaux.

Les Cévennes furent le théâtre de la guerre des Camisards, opposant les partisans de la Réforme (protestants) aux troupes (catholiques) du roi (les dragons) entre 1702 et 1704–1705 (mais dans les faits, la répression dura jusqu'à la Révolution française).
Dès les XVIe et XVIIe siècles, les diocèses de Mende, Nîmes, d'Alais (Alès) et d'Uzès furent agités par les guerres religieuses. Bien que sans cesse persécutés (dès 1660 avec les dragonnades), les protestants y étaient nombreux quand la révocation de l'édit de Nantes (18 octobre 1685) vint les frapper d'une proscription générale. On leur envoya alors des missionnaires et des soldats, qui en convertirent quelques-uns seulement. En effet, le plus grand nombre préféra se cacher dans le maquis cévenol (« le désert »), s'expatrier ou souffrir pour ses croyances.
Ce n'étaient que temples renversés, pasteurs mis à mort, hommes envoyés aux galères, vieillards, femmes et enfants jetés en prison, comme à la tour de Constance à Aigues-Mortes où la protestante Marie Durand passa 38 ans de sa vie et avait gravé sur le puits central de la cellule commune le mot « résistez » (register). Les protestants répliquèrent par de nombreuses rétorsions en pays catholique (nombreuses églises brûlées, assassinat de représentants de l'intolérance religieuse : ainsi l'assassinat de l'abbé du Chayla au Pont-de-Montvert en 1702). Beaucoup se réfugièrent dans les Cévennes ; mais, là encore, l'inquisition les poursuivit, et des milliers y périrent sur le bûcher ou sur la roue.
Le premier foyer d'insurrection vit le jour en Lozère, dans le massif du Bougès où un groupe d'une cinquantaine de personnes, animé par le « prophète » Abraham Mazel, se rendit au Pont-de-Montvert pour délivrer les huguenots faits prisonniers et torturés par l'abbé du Chayla, affrontement au cours duquel ce dernier trouva la mort. Ainsi commença la guerre des Camisards (1702). Désespérés par la répression qui s'ensuivit, quelques montagnards et paysans cévenols (environ 2 000) s'armèrent, les uns de faux, les autres de fourches, d'autres d'épées ou de fusils et, des montagnes du Gard, la révolte se propagea dans le pays d'Alais (aujourd'hui Alès) et aux environs de Nîmes, principalement en Vaunage pour ce qui est du « bas pays ».
Comme tous les hommes de parti, les camisards ont été mal jugés : les uns en ont fait des brigands, d'autres des héros, ceux-ci des prophètes, ceux-là des sacrilèges et des impies. C'étaient de pauvres paysans honnêtes qui, las d'être rançonnés et vexés par les gens de guerre, se battaient simplement pour la défense de leurs biens, de leurs valeurs, de leurs libertés et de leurs vies. Ils en voulaient surtout aux gens d'Église et au pouvoir royal, dont l'intolérance et le fanatisme sollicitaient sans cesse contre eux de nouvelles persécutions. Les catholiques mirent tout à feu et à sang dans ce pays, n'épargnant ni l'âge ni le sexe. On cite[Qui ?] des villages où plusieurs femmes enceintes furent égorgées et dont les enfants, arrachés de leur sein, furent portés en procession à la pointe d'un pieu[réf. nécessaire].
On sait que cette guerre d'extermination[réf. nécessaire] dura trois ans. Mais la répression dura jusqu'à 1744, voire 1787, date de l'édit de Versailles peu avant la Révolution. Les camisards marchaient jour et nuit, et par bandes ; ils appelaient frères leurs chefs. Jean Cavalier, qui commandait les bandes de la plaine ou du pays d'Alais, était un garçon apprenti-boulanger à peine âgé de vingt ans. Ardent et courageux, il passait pour un prophète et avait sur ses compagnons un pouvoir absolu. Il eut à combattre le maréchal de Montrevel, ce qu'il fit avec succès ; mais il se rendit au maréchal de Villars. On dit que le grand roi s'étant fait présenter le jeune héros, à la vue de son air chétif et de sa petite taille, il haussa les épaules et lui tourna le dos.
| |
| Un vieux dicton cévenol rappelle les disparités géographiques dans le sol, la végétation et la pratique religieuse : dans les Cévennes on trouve du schiste, des châtaigniers et des protestants, et sur les Causses du calcaire, des chênes et des catholiques. |

| |
| Une tradition cévenole veut que les officiers illettrés des dragons aient appris à reconnaître la couverture et la première page de la Bible de Genève et que chaque famille protestante ait inscrit sur les pages suivantes naissances, mariages et morts. Aussi chacune les dispose dans des caches spécifiques ou arrache ses premières pages,. |

| |
| Le temple du Collet-de-Dèze, le plus ancien des Cévennes, n'est pas rasé lors de cette guerre grâce à sa transformation en hôpital par la marquise de Portes. |

### De 1789 à nos jours
En 1815, la Terreur blanche sévit particulièrement contre les protestants des Cévennes, ceux-ci étant assimilés aux fédérés, aux profiteurs des ventes des biens nationaux et aux bonapartistes. L'historienne Gwynne Lewis a parlé à ce propos d'une « Seconde Vendée ».
Les Cévennes sont inscrites au patrimoine mondial de l'Unesco depuis le 28 juin 2011 dans un ensemble plus grand, les Causses et les Cévennes.

## Activités
L'économie cévenole repose actuellement en grande partie sur le tourisme vert et une agriculture de petites exploitations (élevage).

### Agriculture

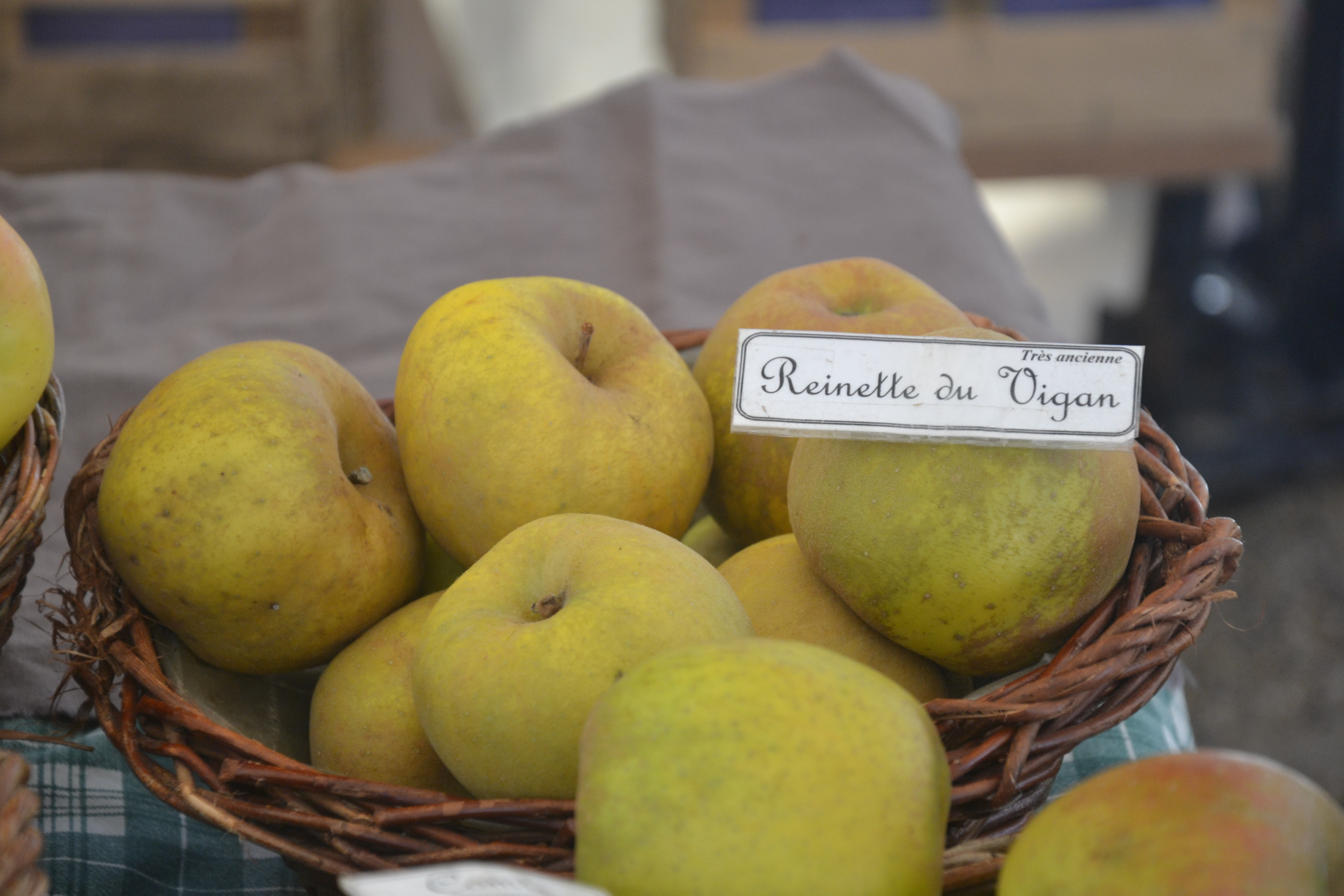
Pomme variété Reinette du Vigan.

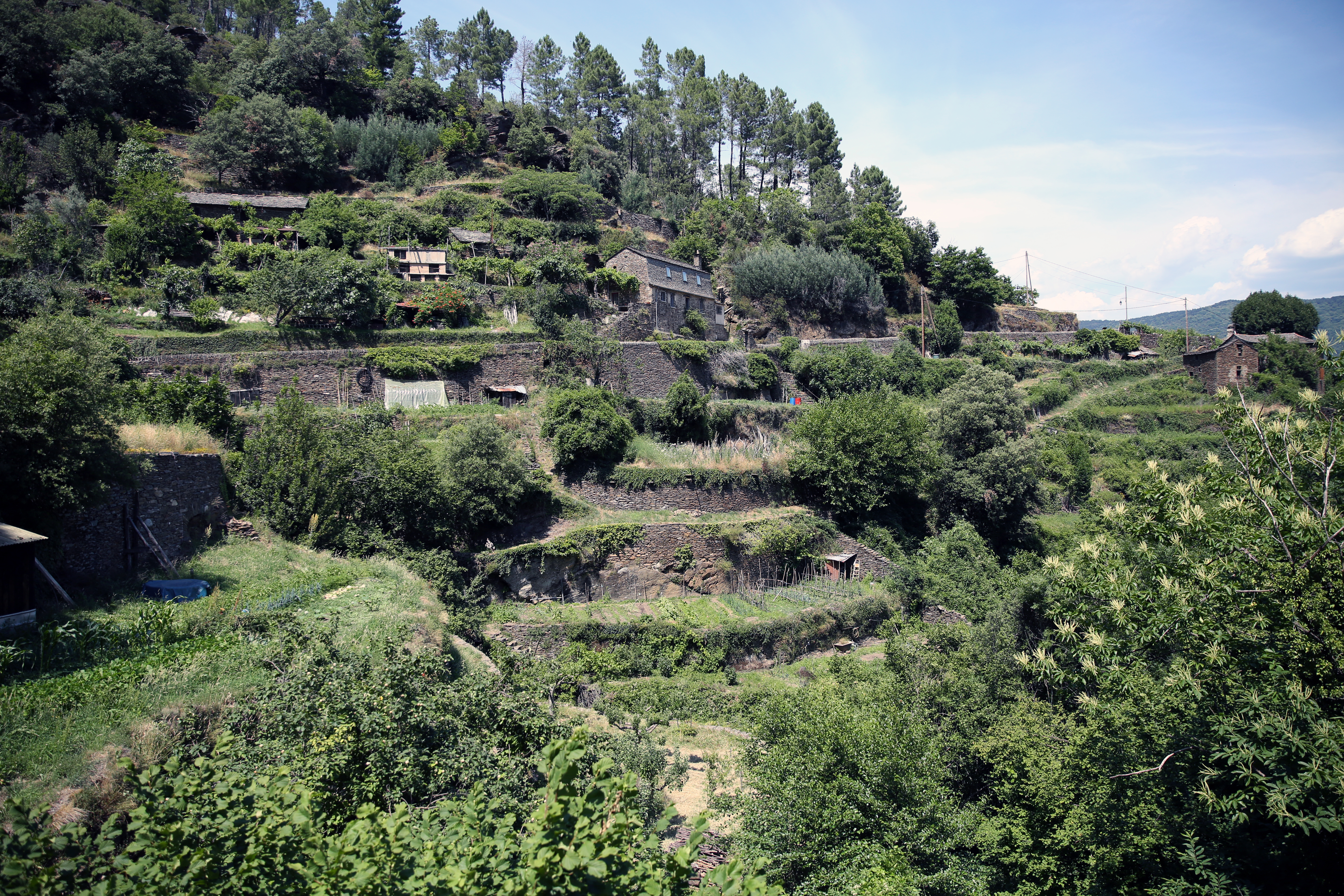
Dans les vallées, les hameaux et mas de pentes sont systématiquement accompagnés de terrasses de cultures soutenues par des murets de pierre de schiste (bancels des Calquières).

Le paysage reste marqué par son exploitation passée en terrasses  pour la culture des vignes, des oliviers, de la châtaigne (dont les trois formes — châtaigne fraîche, châtaigne sèche et farine de châtaigne — bénéficient d'une AOC depuis le 21 septembre 2020) et du mûrier. Les Cévennes furent en effet un haut lieu de la production de la soie, et des bas. De nombreuses magnaneries et filatures subsistent dans le paysage.
Dans certaines vallées, la culture de variétés anciennes telles que l'oignon doux des Cévennes (AOC depuis 2003 et AOP en 2008), communément appelé « raïolette », et la pomme reinette du Vigan redynamisent le tissu économique.
|                                                                 |
| La châtaigne a longtemps été un élément vital pour les Cévenols |

| |
| Implantés au XIXe siècle par les compagnies minières exploitant le charbon des Cévennes pour étayer les galeries des mines, le pin laricio et le pin maritime colonisent les pentes cévenoles et remplacent les vergers de châtaigniers , arbres non endémiques qui sont en train de mourir naturellement. |

### Tourisme

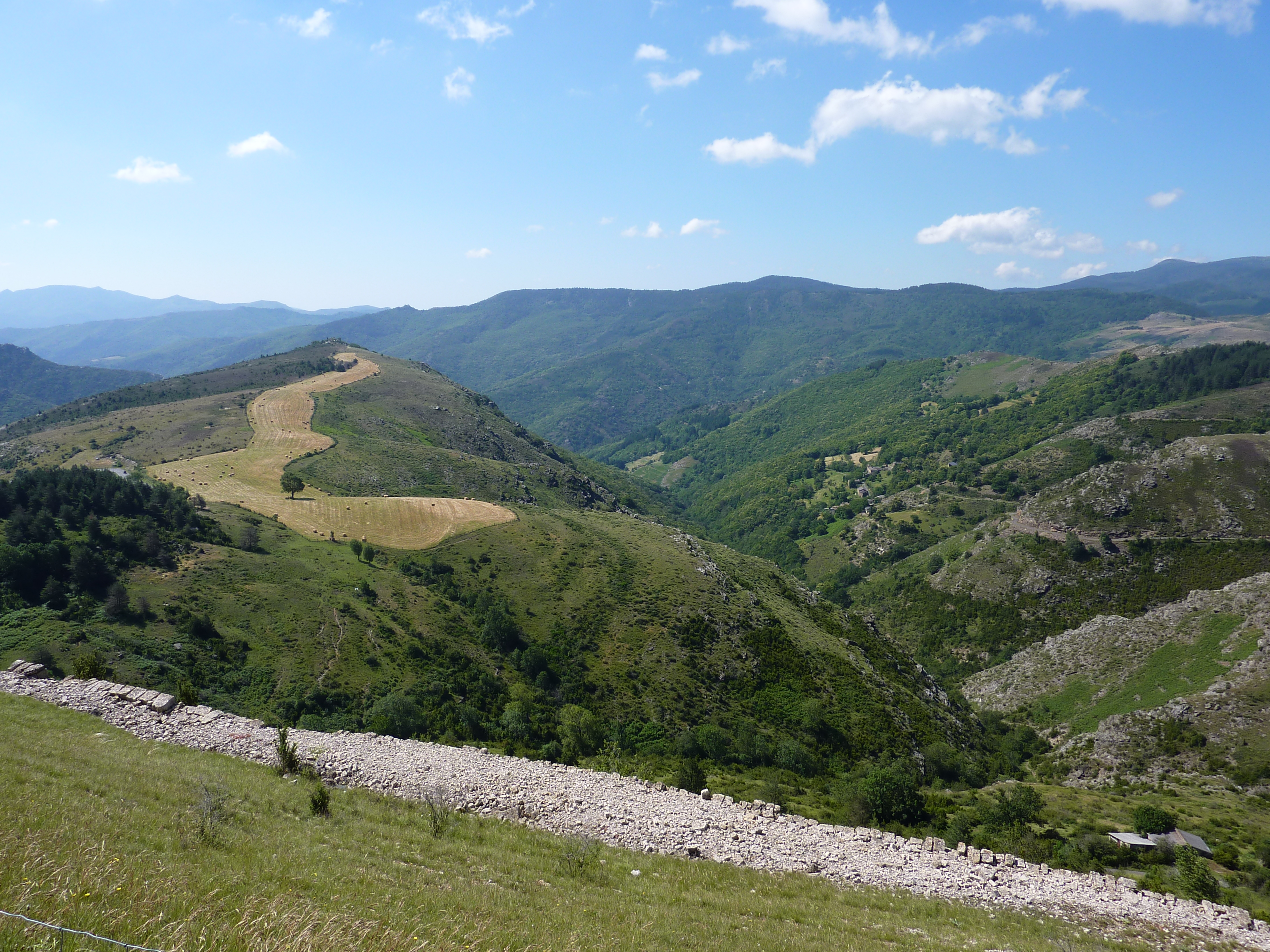
Le paysage vu du col des Faïsses.

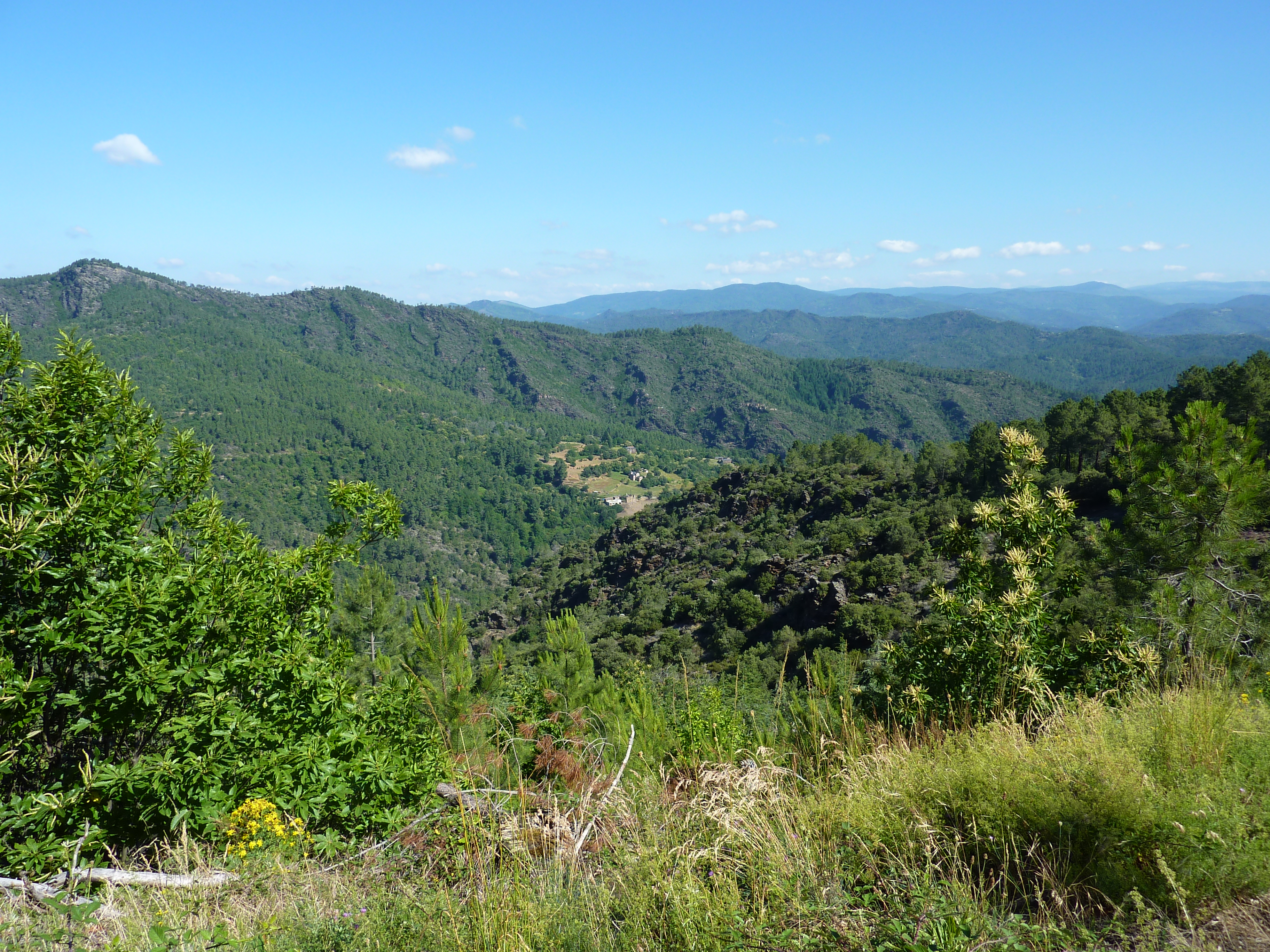
Vue panoramique sur la vallée Française depuis la corniche des Cévennes.

- La corniche des Cévennes : la D 907, ancienne route royale puis nationale, entre Saint-Jean-du-Gard et Florac, fut aménagée au début du XVIIIe siècle pour faciliter les déplacements des troupes de Louis XIV luttant contre les camisards. Au départ de Florac, elle emprunte la vallée du Tarnon, via Saint-Laurent-de-Trèves (des empreintes de pieds d'une variété de dinosaures, les grallators y ont été découvertes) passe au pied des falaises calcaires du causse Méjean, passant par la can de l'Hospitalet en plein pays camisard, puis suit le rebord du plateau dominant la vallée Française drainée par le Gardon de Sainte-Croix, offrant de beaux panoramas, en particulier au col des Faïsses, et jusqu'à Barre-des-Cévennes, sur le mont Lozère, le massif de l'Aigoual et la vallée Française. Plus vers le sud, à partir du Pompidou, la route suit des affleurements de schistes, traversant des châtaigneraies, avant de descendre sur Saint-Jean-du-Gard.
- La vallée Française : vallée du Gardon de Sainte-Croix, elle doit probablement son nom au fait qu'elle constituait une enclave franque en pays wisigoth. Elle demeure une vallée où domine le protestantisme. Elle fut décrite par Robert Louis Stevenson, qui la parcourut en 1878 en compagnie de Modestine, dans son livre Voyages avec un âne à travers les Cévennes[42]. Son itinéraire a été repris par un sentier de grande randonnée, le GR 70[43].

#### Sports d'hiver
La pratique du ski reste marginale et limitée, en raison du faible enneigement hivernal. Il existe cependant deux petites stations de sport d'hiver équipées de canons à neige qui permettent de suppléer à cet enneigement irrégulier : Prat Peyrot, la plus grande, sur le versant sud de l'Aigoual et Bleymard - Mont Lozère sur le versant nord du mont Lozère. On y pratique le ski alpin, le ski de fond, les raquettes et d'autres activités d'hiver. Le Mas de la Barque a définitivement fermé ses pistes de ski alpin en 2010. Il est réservé maintenant au tourisme vert et aux activités nordiques (ski de fond, luge, raquettes…).

##### Prat Peyrot
La station de sports d'hiver de Prat Peyrot est une station de ski située au cœur du parc national des Cévennes sur les pentes de l'Aigoual (1 567 m) qui est le point culminant des Cévennes méridionales.
La station est généralement ouverte de décembre à fin mars/début avril. Le domaine est composé de 9 km de pistes pour ski alpin avec 13 remontées mécaniques ainsi que 60 km pour ski de fond (dont une piste de compétition).
Il y a également une piste de luge. La présence de 85 canons à neige permet de pallier le manque d'enneigement et elle possède aussi trois dameuses. Une école du ski français est présente avec possibilité de cours individuels ou collectifs de ski de fond ou alpin et de snowboard pour les vacanciers débutants ou plus perfectionnés. Au pied des pistes, un chalet restaurant et un chalet hors sac sont à disposition des vacanciers, visiteurs et randonneurs. Les hébergements, les commerces ainsi que les locations se situent au village de l'Espérou.

##### Bleymard - Mont Lozère
La station de Bleymard - Mont Lozère se situe en Lozère. Elle s'étend de 1 400 à 1 700 mètres d'altitude sur les communes du Bleymard, de Mas-d'Orcières, de Cubières, du Pont-de-Montvert et de Fraissinet-de-Lozère.
Le domaine compte sept pistes de ski alpin dont deux vertes, une bleue, trois rouges et une noire, ainsi qu'un border cross. Il y a également un domaine nordique composé de cinq pistes de ski de fond. Le site est également propice au snowkite.

### Protection environnementale

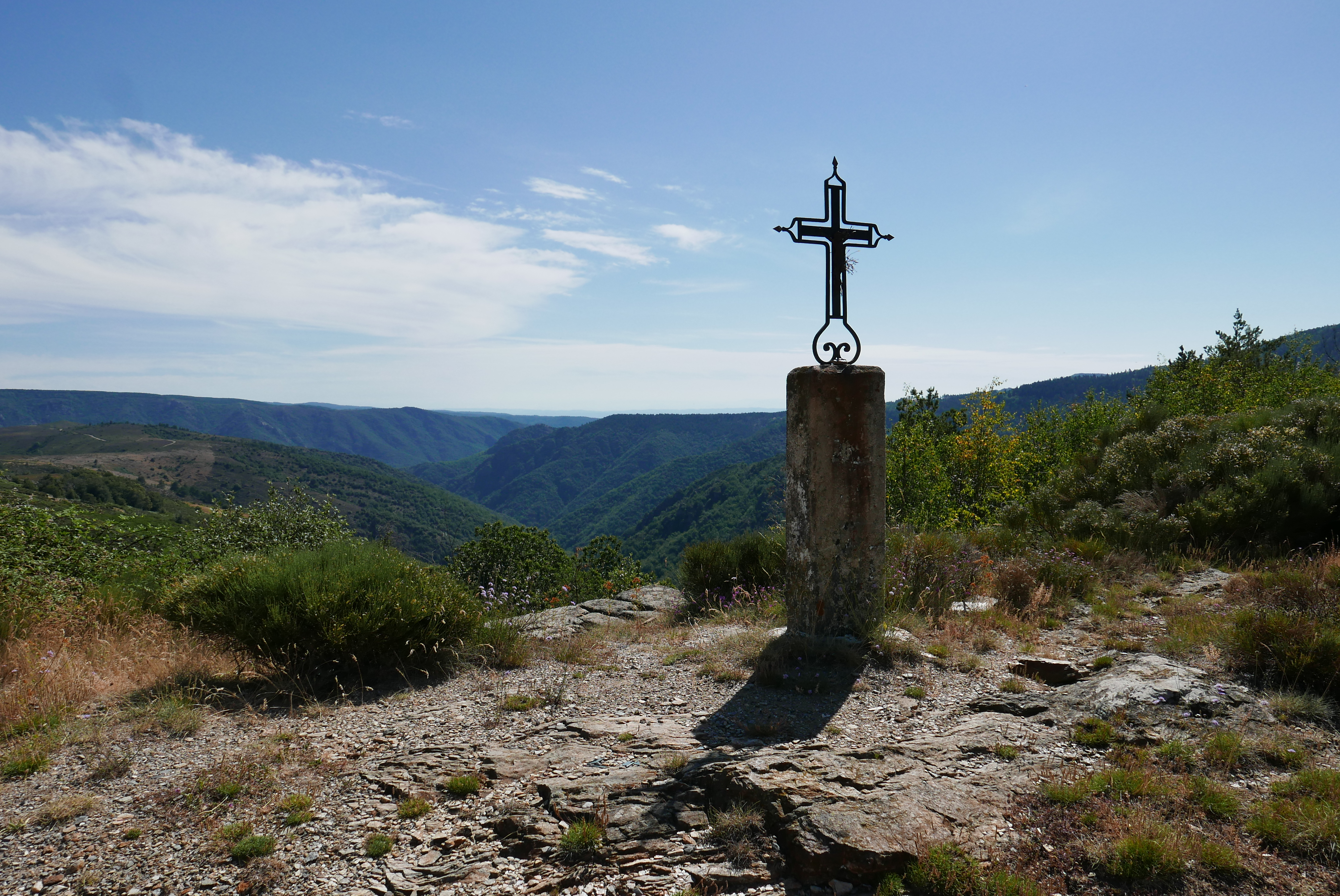
Aux Balmelles, près de Villefort.

Les Cévennes abritent depuis 1970 le parc national des Cévennes, qui s'étend sur 3 730 km2, soit le deuxième plus grand parc national de France après le parc amazonien de Guyane. Plus de 80 % de sa surface sont situés en Lozère. Au sein du parc, 15 000 ha sont classés en zone interdite à la chasse.
Les Cévennes ont été reconnues réserve de biosphère par l'Unesco en 1984.

## Dans la culture

### Les Cévennes dans la littérature
L'écrivain écossais Robert Louis Stevenson publie en 1879 un récit de voyage intitulé Voyage avec un âne dans les Cévennes, dans lequel il relate sa traversée à pied de cette région, en compagnie d'une ânesse, Modestine. En 1978, l'itinéraire de grande randonnée no 70 (GR 70) a été baptisé « chemin de Stevenson », en hommage à ce fameux voyage.

« Les Cévennes offrent le roc, rien que le roc, les schistes tranchants… Vous sentez la lutte de l’homme, son travail opiniâtre, prodigieux, contre la nature. »

— Jules Michelet, Notre France, 1886

« Enfin au sommet, au col [de Jalcreste], un admirable panorama sur les Cévennes méridionales, dont les cimes qui s’étendent au loin, bleutées et rosées dans un vallonnement imprécis semblent autant de vagues géantes. »

— Emmanuel de Las Cases, vers 1880-1883 in Éphémérides : journal inédit, Montpellier, Presse du Languedoc, 1992, 282 p. (ISBN 2-85998-104-7)
L'écrivain et académicien André Chamson est originaire de Valleraugue.
L'écrivain Jean-Pierre Chabrol a été élevé au cœur des Cévennes. Son œuvre est tout entière consacrée aux Cévennes, à l’épopée des camisards, au maquis et surtout à la population locale.
Le roman Aux animaux esclaves de l'ordre raide (2024) de Jean-louis Vassallucci est un récit situé dans les Cévennes.

### Les Cévennes au cinéma
Les films Tabusse et Le Crime des justes de Jean Gehret, d'après les romans d'André Chamson, se déroulent et ont été tournés dans les Cévennes en 1949.
Plusieurs scènes d'Un homme de trop réalisé par Costa-Gavras et sorti en 1967, sont tournées sur la commune de Soudorgues. Le camp des maquisards est situé près du rocher de l'Aigle dans la montagne du Liron.
Le film Les Camisards raconte la révolte des Camisards ayant secoué la région au début du XVIIIe siècle. Il fut tourné en 1972 sur place.
L'intrigue du film Michael Kohlhaas d'Arnaud des Pallières se déroule dans les Cévennes au XVIe siècle.
Le film Le Frère du guerrier de Pierre Jolivet (avec Vincent Lindon, Guillaume Canet et Mélanie Doutey) se passe au XIIIe siècle, dans un village des Cévennes.
Le film Antoinette dans les Cévennes, de Caroline Vignal, se déroule et a été tourné dans les Cévennes en 2019.